# Сан Мигел (Аргентина)
Сан Мигел (шп. San Miguel) је град у Аргентини у покрајини Буенос Ајрес. Према процени из 2005. у граду је живело 266.584 становника.

## Становништво
Према процени, у граду је 2005. живело 266.584 становника.
| 1991.   | 2001.   |
| ------- | ------- |
| 212.692 | 253.086 |